# Бурібаєвський рудник
Бурібаєвський рудник – колишнє гірничодобувне підприємство в Башкортостані.
Бурібаєвське золотоносне родовище відкрили в 1930-му, а вже у 1931-му тут почали видобуток на трьох кар’єрах. Первісно роботи провадили вручну, а вивіз продукції на баймацький золото-мідний завод відбувався не лише автомобільним, а й гужовим транспортом. В 1937-му ввели в дію Бурібаєвську фабрику з вилучення золота.
В 1942-му через вичерпання золотовмісних запасів верхнього покладу рудник перепрофіліювали на мідний. 
Видобуток руди на Баймацькому руднику тривав до 1968 року.
Починаючи з 1971-го відпрацьований мідний кар’єр почали використовувати як хвостосховище Бурібаєвської збагачувальної фабрики.